# Le Piège infernal (nouvelle)
Le Piège infernal est une nouvelle policière de Maurice Leblanc, parue dans le mensuel Je sais tout, n°78, le 15 juillet 1911. La nouvelle est ensuite publiée en volume dans le recueil Les Confidences d'Arsène Lupin en juin 1913.

## Résumé
Nicolas Dugrival, son épouse et leur neveu Gabriel sont au champ de courses. Dugrival a dans son portefeuille une grande somme d'argent provenant des gains de la journée. Un inspecteur de police vient à sa rencontre : on lui aurait volé sa montre en or et on va la lui restituer. Dugrival fouille sa poche : effectivement on lui a dérobé sa précieuse montre. Il se rend en compagnie du policier à l'antenne du commissariat de police, mais l'inspecteur est appelé sur une autre affaire. Dugrival attend… et finit par s'apercevoir que son portefeuille a aussi disparu. Il en déduit que le policier n'en était pas un et que la fortune familiale a été intégralement dérobée. À son domicile il se tire une balle dans la tête. Voyant son mari mort, l'épouse fait le serment de le venger. Quelques jours plus tard, un télégramme en provenance des États-Unis informe la presse qu'Arsène Lupin, ému par ces événements dramatiques, va remettre l'équivalent de la somme volée à la veuve. Comme promis, cette somme est remise à Mme Dugrival quelques jours après.
Un malheur n'allant jamais seul, quelques semaines après, Mme Dugrival et Gabriel sont attaqués par deux malfrats qui les ligotent et s'emparent de la somme d'argent envoyée par Lupin. La police enquête mais n’a aucune piste.
Quelques jours après ce second drame, un homme se présente chez les Dugrival ; on apprendra peu après qu'il s'agit de Lupin. Il propose d'examiner l'appartement pour aider le couple à savoir comment les bandits sont entrés dans le logement et comment ils en sont partis sans être vus des autres habitants et du concierge. Gabriel Dugrival le fait entrer dans le logement. Mais il s'agissait d'un piège : l'homme est poignardé, fait prisonnier, ligoté et attaché à un meuble massif. C'est alors que Mme Dugrival lui révèle la vérité : son neveu et elle n'ont jamais été attaqués ni dévalisés. Il s'agissait d'une manipulation visant à faire venir Arsène Lupin à l'appartement, le mettre hors d'état de nuire et lui faire payer le vol suivi du suicide de M. Dugrival. Elle s'empare du portefeuille de Lupin, l’examine et lui ordonne de signer plusieurs documents permettant de vider des comptes bancaires du célèbre voleur. Menacé de mort, Lupin s'exécute. Quand Mme Dugrival revient quelques heures après, elle est contente : elle a pris à Lupin de 40 000 francs. Elle demande à Gabriel de tirer sur Lupin avec son revolver. Surprise : le revolver a disparu. Elle veut l'égorger, mais le couteau de cuisine n'est plus là. Elle se précipite sur Lupin pour l'étrangler mais quelqu'un lance un objet brisant une vitre située près d'elle. Lupin serait-il protégé par des forces surnaturelles ? Elle décide alors de livrer le célèbre voleur ligoté à la police. Elle téléphone à l’inspecteur Ganimard pour venir cueillir Lupin. Puis, Gabriel et elle quittent les lieux. Le célèbre voleur étant ligoté et attaché à un meuble son sort semble scellé.
Un peu plus tard, quelqu'un s'introduit dans la pièce. C'est une jeune femme. Elle coupe les liens de Lupin et le délivre. Lupin est estomaqué. Qui est-elle ? Il découvre alors la vérité : il s'agit de Gabriel Dugrival qui est en réalité une jeune femme déguisée en homme. Les époux Dugrival étaient en effet des délinquants et utilisaient leur nièce, déguisée, pour commettre des vols. Gabriel était tombée amoureuse du gentleman cambrioleur. C'est pourquoi elle le délivre après avoir caché le revolver et le couteau de cuisine. C'était elle aussi qui avait lancé un objet dans la vitrine. La dernière phrase de la nouvelle est une réflexion que Lupin se fait à propos de lui-même : « Ce que c'est, pourtant, que d'être joli garçon ! ».

## Éditions
- Les Aventures extraordinaires d'Arsène Lupin, éd. Jean-Claude Gawsewitch, tome 2,  (ISBN 978-2-35013-353-9), 2012, pages 17 à 38.